# Peter Waaldrecht
Peter Waaldrecht was een Nederlands zanger.
Peter Waaldrecht zijn grootste hit was Ik hou van jou. In de Nederlandse Top 40 kwam deze in week 17 binnen, eind april 1973. Hij stond er 5 weken in en de 25e plaats was de hoogste positie. Andere singles van hem waren Mama Dolores en Ik kan jou nooit vergeten.